# Yvan Delporte
Yvan Delporte, nascut el 24 de juny de 1928 a Sint-Gillis-Obbrussel (Bèlgica) i mort el 5 de març de 2007 (als 78 anys) a Brussel·les (Bèlgica), és un guionista belga francòfon de còmic i el redactor en cap de la revista Spirou de 1956 a 1968 durant l'edat d'or del setmanari.
Entra a Dupuis l'any 1945 com noi per a tot i escala tots els graons fins a cap de la redacció de la revista Spirou l'any 1956 on fa que la revista aprofiti la seva fantasia amb nombroses animacions i números especials. Forma un equip d'autors compost de grans noms com André Franquin, Peyo, Morris, Maurice Tillieux o encara Jean Roba. L'any 1968, és acomiadat de la seva direcció oficialment per a un malentès amb Peyo, officiosament per a la seva gestió administrativa, comptable i comercialment caòtica.
Escriu també guions per a diversos autors dels quals el més famosa resta la història El Senyor de Barrufet (El Schtroumpfissime). És sobretot després de la seva sortida de Spirou que guionitza seriosament diverses sèries per a autors com René Follet o Dino Attanasio. Crea, amb Raymond Macherot, la sèrie Isabelle per a Will. Anima a continuació aquesta sèrie amb André Franquin fins a l'any 1994. L'any 1977, crea a Spirou un suplement que es declara independent, que anomena Le Trombon illustré i que reuneix els autors més en voga de l'època. Malgrat la parada de l'experiència un any després, després de diverses censures de l'editor, aquesta experiència marca tota una generació d'autors i de lectors
Als anys 1980, participa en la creació de la sèrie animada Les Schtroumpfs del studio Hanna-Barbera Produccions. A més, escriu de nou dels guions sobretot per a Frédéric Jannin, Jean Roba (amb la història Boule i Bill globus-trotters) o Carine De Brab. Multiplica les activitats amb la creació d'un sindicat, el dibuix animat Les Tifous i participa en la creació del periòdic Schtroumpf!. A la mort de Peyo, reprèn el guió de Jan i Trencapins durant alguns episodis. L'any 1995, esdevé el cantant d'un grup de música compost per autors de còmic.

## Biografia

### Joventut
Yvan Delporte va néixer el 24 de juny de 1928 a Saint-Gilles, un municipi de la regió de Brussel·les-Capital. El seu pare treballava en comerç internacional i la seva mare feia una mica de costura. El seu pare va morir quan tenia sis o set anys i la seva mare va lluitar per satisfer les necessitats d'Yvan i del seu germà gran Philippe. Yvan Delporte és un nen que llegeix molt: novel·les detectivesques, històries jueves, llegendes mitològiques nòrdiques i gregues, però sobretot un text que es converteix en un dels seus preferits, Cyrano de Bergerac d'Edmond Rostand. També llegeix còmics, ja sigui traduccions de còmics nord-americans o sèries com Tintin i Nic-Nac. Durant l'ocupació alemanya, la família va deixar Brussel·les per instal·lar-se a Charleroi. El seu germà es va unir a la Resistència Interior belga, però va desaparèixer el 1943 durant una operació contra l'invasor. A Charleroi, hi ha un grup d'amics, que inclou, entre d'altres, Maurice Rosy. Yvan Delporte explota en aquesta ciutat provincial on és considerat com descarat i bohemi que li agrada fer-se notar pel seu comportament, com quan es troba al centre del pont de la ciutat. Va ser en aquest moment quan es va deixar créixer la barba, al·legant que es va oblidar dia rere dia de comprar sabó o escuma d'afaitar.

### L'era Dupuis

#### Els inicis com a noi per a tot
Desitjant convertir-se en dibuixant, Yvan Delporte es va incorporar a Dupuis el 1945 a través del seu oncle que era un amic proper dels fills de l'editor Jean Dupuis. Va començar com a ajudant de fotogravat, una tasca que no li agradava gaire, però també li van oferir tota mena de tasques. Una d'aquestes tasques consistia, sobretot, en retocar els molts còmics nord-americans que es publicaven a la revista Spirou, allargant les faldilles i amagant els escots dels personatges femenins per no xocar amb els lectors catòlics, així com redibuixar els títols de certes sèrie com Jo Lumière. Com que els productes tòxics el fan caure malalt al taller de fotogravat, va ser transferit a la redacció de Spirou, Le Moustique i Bonnes Soirées, tres publicacions de les edicions de Dupuis. Fa maquetació i, com que parla anglès, traducció. Va dirigir una columna a Le Moustique el 1948, titulada Le Pithécanthrope, però cada cop estava més implicat en Spirou. Es va convertir així en editor per a Spirou, però també va començar a escriure guions per a autors de la revista. El primer va ser proposat el 1949 a Eddy Paape amb la història À la poursuite de Max Clair de la sèrie Jean Valhardi. És Paape, llavors enganxat a la seva història, qui li demana que escrigui el final. Per escriure els seus textos, es queda a casa per aïllar-se del bullici de la redacció i molt sovint arriba tard. Per evitar que els seus retards es contagiin i s'estenguessin entre la resta del personal, va ser destituït per la família Dupuis. L'endemà, Yvan Delporte es presenta a la redacció dient que es va assabentar de l'agraïment d'un empleat el dia abans i que sol·licita el lloc: la família Dupuis el torna a contractar. Un temps després, va contractar al seu amic Maurice Rosy a Dupuis com a "donnant d'idees".
A més de la seva feina a Dupuis, el 1951 ell i el seu grup d'amics van establir un petit club semi-privat a les golfes d'un cinema que pertanyia a un dels seus coneguts a Charleroi. La banda va batejar el lloc "La Mansarde", amb la idea de convertir-lo en un punt de trobada d'artistes de tot tipus, com a Saint-Germain-des-Prés. Hi van col·locar un bar, un escenari, un piano i taules. Van organitzar concerts de jazz i servien begudes als espectadors que anaven a escoltar la música. Yvan Delporte va tenir l'oportunitat de tocar una mica de piano i es va convertir en un dels assessors artístics del club. Celebritats de l'època com Danièle Delorme o Ray Ventura van passar per aquest lloc després d'haver presentat la seva pel·lícula al cinema a la planta inferior. La cantant Barbara va anar algunes vegades a "La Mansarde" per cantar-hi durant un període de depressió artística i va romandre a casa d'Yvan Delporte. És possible que li escrigués cançons i que ell fos l'autor de la lletra de la cançó Dis, quand reviendras-tu? Després de la marxa de Bàrbara, ella i Yvan Delporte mai no es perdran de vista. Després de "La Mansarde", el grup obre un altre club per sobre d'un garatge que anomenen "Le Vent-Vert", però aquest és completament privat. També creen La Sarbacane, un petit diari en què Yvan Delporte té cura tant de la redacció dels textos com de la maquetació i on es publiquen textos surrealistes. En aquest esperit, creen un moviment amb una doctrina desconcertada i excèntrica.

#### Redactor en cap

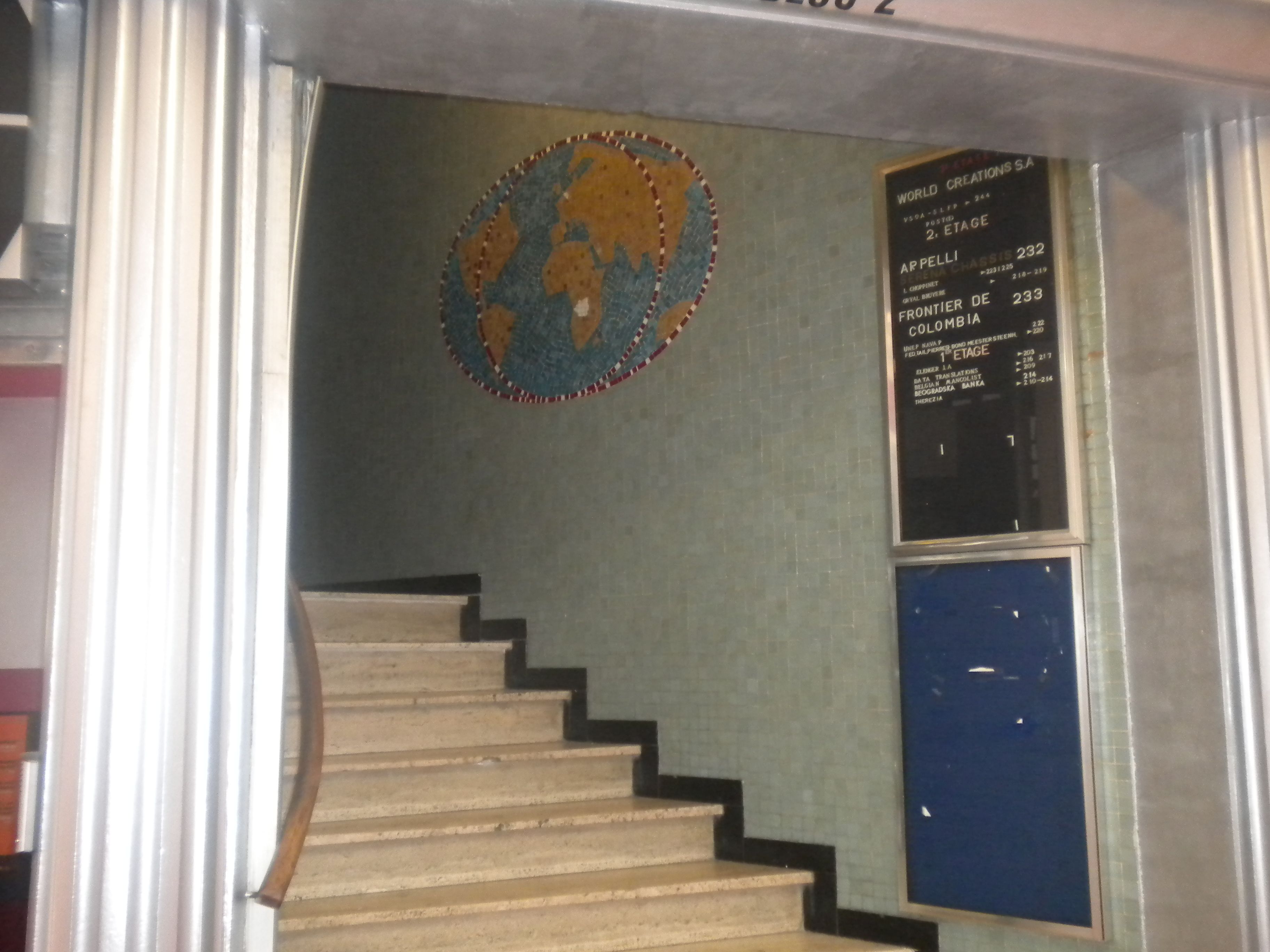
Entrada dels antics locals d'edicions Dupuis i la redacció del diari Spirou a la Galerie du Centre a Brussel·les.

El 1953, Yvan Delporte va marxar per fer el seu servei militar a l'hospital militar de Lieja, cosa que el va permetre no tenir un fusell a les mans. Profundament antimilitarista des de la desaparició del seu germà a la guerra, va passar el seu temps a l'exèrcit fent tasques i bromes com la de declarar-se musulmà, obligant així l'exèrcit belga a fer una placa d'identitat de militar musulmà expressament per a ell. Al final del seu servei militar el 1955, la redacció del diari Spirou va deixar Marcinelle per instal·lar-se a Galerie du Centre a Brussel·les, al mateix edifici que World Press amb la qual col·laboren les edicions Dupuis i que proporciona molt material per al setmanari. World Press i Dupuis van unir esforços per llançar un nou còmic periòdic anomenat Risque-Tout. Maurice Rosy va prendres el títol d'editor en cap d'aquesta publicació, perquè Georges Troisfontaines, propietari de World Press, i Yvan Delporte no s'apreciaven gaire. Malgrat això, Maurice Rosy considerava que Yvan Delporte mereixia aquest càrrec més que ell i no dubtava a demanar-li consell o correccions per als seus textos. L'experiència de Risque-Tout es va acabar i al final d'aquesta efímera publicació Yvan Delporte va prendre completament les regnes de Spirou.
Charles Dupuis volia donar un to més humorístic al diari i Yvan Delporte era, segons ell, la persona ideal per a això. Yvan Delporte va descobrir fullegant casualment la revista que tenia el títol de redactor en cap, tot i que el veritable cap de Spirou seguia sent el propietari Charles Dupuis. Era aquest darrer qui accepta o rebutja els guions i les publicacions a la revista, mentre que Yvan Delporte era el responsable de filtrar els textos i de donar la seva opinió a Charles Dupuis sobre el que transmetia. Era el responsable principal de reunir, amb Charles Jadoul, els escrits que es publicarien al setmanari. Maurice Rosy, que es va convertir en director artístic a Dupuis després de l'aventura Risque-Tout, era l'encarregat de formar nous autors que poguessin integrar-se a les pàgines de Spirou.
A partir de llavors, l'ambient a la redacció va canviar. Yvan Delporte va voler construir un equip al seu voltant que reunís a tots els autors de Spirou. Les reunions entre autors van ser freqüents, per trobar noves idees per al diari, però també per generar motivació i fer que tothom millorés la seva pròpia sèrie. Les reunions tenien lloc sovint a casa de Peyo o de Charles Dupuis en presència de les famílies. Spirou es va convertir llavors en una família nombrosa on els autors participaven en l'animació de la revista i s'ajudaven mútuament a compartir idees amb bon humor.

##### Sergi Grapes (Gaston)
És en aquest ambient treballador i esbojarrat que un dia André Franquin va arribar al despatx de Yvan Delporte amb la idea de crear un heroi a l'atur. Entusiasmats per aquesta idea, els dos autors la van pulir en una taverna propera a la redacció. André Franquin crea el grafisme per al futur personatge, mentre que Yvan Delporte imagina els primers gags. El personatge és batejat "Gaston" en honor de l'amic de Yvan Delporte, Gaston Mostraet, considerat com un autèntic maldestre (gaffeur, del que deriva Lagaffe el cognom a l'original). Si André Franquin és a l'origen de Sergi Grapes, és l'entusiasme de Yvan Delporte per aquest personatge el que convenç a Franquin d'emprendre la creació de gags per animar les pàgines del diari. La idea bàsica és llavors trobar un error perquè cometi cada setmana. Publicat a Spirou des del núm.985 el febrer de 1957, els primers guions i textos de Gaston són de Yvan Delporte, així com la idea d'envoltar els dibuixos de petites petjades blaves.
Al núm. 1026, considerant que ja havia comés totes les torpeses que podia cometre el personatge, André Franquin i Yvan Delporte van decidir integrar-lo en una autèntica historieta per renovar-la. Yvan Delporte va participar en els primers gags de la sèrie donant idees a André Franquin, abans que ell se n'ocupés sol. Tot i que l'escriptura de la sèrie no té gaire a veure amb la realitat (Yvan Delporte només apareix una vegada al voltant d'una cantonada), certes situacions s'inspiren en fets reals com la vaca a les oficines de Dupuis després que André Franquin i Yvan Delporte van convencer Charles Dupuis de comprar-ne una per tal que el dibuixant de Gaston la representés. Els gags de Sergi Grapes es feien realment a la Galerie du Centre, abans que la vaca s'unís a una granja i s'oferís a un lector. Aquesta sèrie de gags condueix a l'acomiadament fictici de Gaston Lagaffe i Yvan Delporte, en textos editorials signats amb el pseudònim de Fantasio, incita els lectors a escriure a Charles Dupuis perquè l'"heroi sense treball" es reintegri. Una característica de l'era Delporte a Spirou era, de fet, voler implicar els lectors en les activitats del diari.

##### Idees per a la publicació

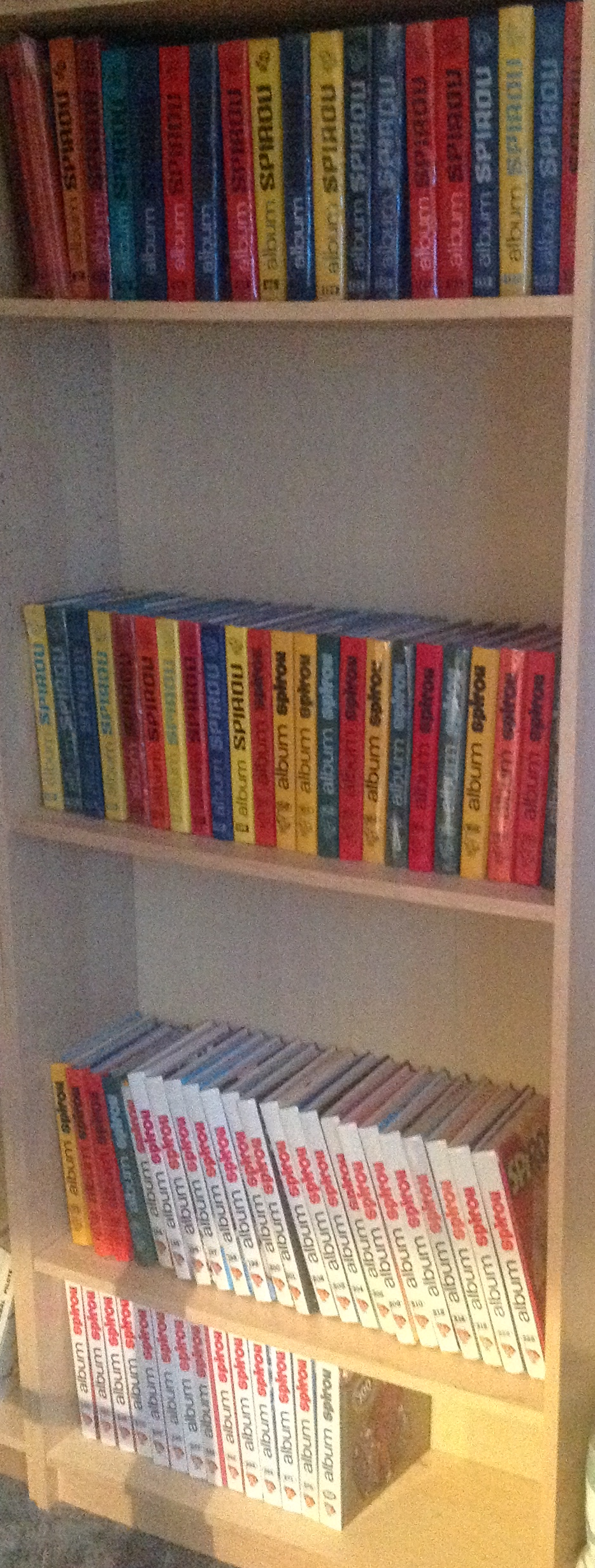
Col·lecció Biblioteca de Spirou de diferents èpoques.

Charles Dupuis i Yvan Delporte reunien els autors de Spirou un cop a la setmana en una taverna propera a la redacció. Molt sovint hi ha André Franquin, Jijé, Peyo, Eddy Paape o fins i tot Morris i la seva missió és donar idees per a animacions i números especials del periòdic. Yvan Delporte liderava les reunions i recull les idees. Ell era sovint assistit per Morris que està molt involucrat en la creació d'aquests números. Entre les idees més excèntriques publicades, hi ha un número especial de primavera perfumat amb tinta de violeta, que provoca molèsties entre els treballadors del taller de brotxadora, una portada de coure feta per Will o una cua de Marsupilami de corda, enganxada a la coberta pels presoners de la presó de Charleroi. Però moltes idees van ser rebutjades com un joc de l'oca a la Via Crucis o missatges secrets amb esperma com a revelador. Les idees eren impublicables en un diari per a nens de fe catòlica, perquè sempre era Charles Dupuis qui té l'última paraula. Yvan Delporte no dubta a fer una feina enorme per a Spirou. Treballava fins a última hora de la nit, sol a la redacció, per escriure els textos editorials i d'animació que apareixien a la revista i quan no era al despatx pensava en idees per a la publicació a seu sofà. .
El 1959, va tenir la idea d'integrar a Spirou petits àlbums complets de quaranta-vuit planxes, extraïbles del centre del diari per muntar-les. Va demanar a Peyo que reutilitzés Els barrufets, que havien aparegut un temps abans a la sèrie de Jan i Trencapins, perquè els àlbums petits necessitaven personatges petits. Així va ser com, al juliol de 1959, va aparèixer la primera mini-història amb la història Els barrufets negres, que va guionitzar. Seguiran una dotzena de mini-històries, dibuixades pels autors de Spirou més populars. Des del començament del 1960, la fórmula va canviar per a petits àlbums de trenta-sis pàgines i així cada setmana durant diversos anys, els lectors podien anar recopilant una història llarga completa al setmanari. Les mini històries van permetre descobrir una nova generació d'autors amb Paul Deliège, Noël Bissot, Louis Salvérius o Charles Degotte, el que era una manera excel·lent de posar a prova els nous autors que aspiraven a publicar-se a Spirou. Amb els seus autors, Delporte no dubtava a ser autoritari, però sense donar mai cap ordre. Preferia utilitzar maneres indirectes com ara llargues discussions argumentatives per demostrar que tenia raó i que la seva idea havia de ser seguida pels seus col·laboradors. Amb autors joves, de vegades també es comportava malament i podia resultar molt desagradable, rebutjant planxes sense poder explicar el que estava malament i deixant el dissenyador desesperat per no saber què calia millorar o corregir. Els autors estrella no van ser una excepció i va exigir dibuixos molt tècnics dels dibuixants ja aclaparats amb la feina, només per il·lustrar un text editorial.
L'episodi més boig de l'època de Yvan Delporte va ser sens dubte el del lleó a la redacció. La història va començar quan el dissenyador espanyol José Ramón Larraz, que signava la sèrie Michaël que ténia lloc a la jungla, va decidir oferir un cadell de lleó a Charles Dupuis per agrair-lo, però Madame Dupuis no el volia a casa i va ser Yvan Delporte qui el va acullir al seu apartament. Anomenat Pinky, el cadell lleó va viure amb Yvan Delporte i la seva família durant gairebé un any. El portava a la redacció a la corretja i realitzava en diverses ocasions sessions de fotos per a l'animació del diari. El lleó va acabar creixent i Yvan Delporte el va oferir al Circ Jean Richard.

##### Guionista
A finals dels anys cinquanta, Yvan Delporte va començar a escriure diversos guions per a alguns dels guionistes de la revista. Per a Gérald Forton, escriu tres o quatre històries d'Alain Cardan, una sèrie de ficció científica que es desenvolupa a l'espai, però la reticència de Charles Dupuis per aquest tipus de historietes impedeix l'aparició d'extraterrestres. El 1958, va escriure textos per a René Hausman i la seva sèrie Saki, en què deixava molta llibertat al dissenyador. El 1961, va escriure el primer episodi de la sèrie Starter per a Jidéhem per a qui també va escriure el guió d'una història curta titulada Le Voiture à quatre dimesions (El cotxe en quatre dimensions) per a la revista Bonux Boy. Escriu diversos textos per a la secció de jocs d'Eddy Paape titulada Le Coin des dégourdis.
Yvan Delporte està considera el guionista de seguretat que aconseguia desbloquejar una història en què un dissenyador s'enredava, perquè entrava ràpidament i fàcilment en un univers que no l'era el seu propi. Així va escriure dues històries de La Ribambelle per a Jean Roba. Però sobretot, ajudava a Peyo tan aviat com tenia un problema amb una història donant-li idees en una pluja d'idees. La majoria de la seva producció va ser de textos editorials, com ara En direct de la rédaction o L'Avis de chien de Bill i contes per omplir les pàgines buides del setmanari. Els seus guions eren principalment textos que el dibuixants havien d'adaptar per convertir-los en una historieta. Yvan Delporte va acabar deixant d'escriure guions quan va assabentar-se que hi havia un rumor a la redacció que, per ser publicat a Spirou, ell havia d'escriure la història. A partir d'aquest moment, només va escriure per a grans autors com André Franquin, Jean Roba o Peyo. Va ser amb aquest últim, amb qui va escriure el 1964, la seva història més popular, El Senyor de Barrufet, on junts esmicolen la democràcia representativa i on Yvan Delporte va inventar diversos gags sobre les promeses i les mentides dels polítics.

##### El descobriment d'una altra historieta
Yvan Delporte permet als lectors joves francòfons descobrir còmics des d'altres horitzons, en particular acceptant dins Spirou, la secció Neuvième art de Morris dedicada al còmic mundial antic o actual. També va començar, amb Maurice Rosy, la col·lecció Gag de Poche,, on es va publicar per primera vegada sèries en francès com Pogo de Walt Kelly o Peanuts de Charles Monroe Schulz, dues sèries que ell mateix va traduir. Va adaptar i publicar sèries holandeses com Le Juge Ti, en un moment en què el còmic neerlandès era desconegut pel món francòfon.

##### El final d'una era
Yvan Delporte era un perfeccionista i, per tant, treballava cada setmana al número de Spirou fins al darrer segon, refinant els seus textos editorials i il·lustracions. Això va suposar un gran problema a l'organització, ja que per compensar els retards havia de pagar hores extraordinàries als treballadors d'impremta que eren molt cars a Dupuis. A més, trobava difícil mantenir el seu equip: els autors famosos entregaven cada vegada més tard i les planxes no es facturaven correctament, cosa que obligava a comptabilitat a desenvolupar estratagems com els "bons jaunes" (bons grocs) que l'autor havia de donar perquè la seva planxa es pagués. Tot això, sumat a la caiguda de les vendes de Spirou lligades a l'aparició de la revista Pilote, va crear una certa tensió amb la família Dupuis.
Yvan Delporte també era un representant sindical i sovint advocava per la direcció per augmentar els sous dels autors. Sempre que un autor havia de negociar un contracte, aconsellava demanar el màxim a Dupuis, i per a la família era inacceptable que un membre de l'empresa fos representant sindical. A més, de vegades anava contra un dels principals anunciants del setmanari, l'exèrcit belga. Durant un any, al diari hi va aparèixer una important campanya publicitària per animar els belgues a unir-se a l'exèrcit. Aquest contracte va ser benvingut perquè permetia millorar el pressupost de la revista. Yvan Delporte, que era antimilitarista, no hi va donar suport i va decidir amb tot l'equip fer una paròdia mitjançant l'ús del mateix vestit de les publicitats, però per enaltir la força submarina de Bèlgica, tret que no hi havia cap exèrcit submarí a Bèlgica. L'agència de publicitat i l'exèrcit belga estaven descontents i, posteriorment, es van negar a publicar anuncis al setmanari, perdent una gran suma.
La ruptura definitiva amb la família Dupuis va sorgir de la resposta que va donar el 1968, a l'apartat de cartes dels lectors, a una carta que preguntava quan Peyo planejava publicar un nou àlbum dels Barrufets. Yvan Delporte va respondre amb to humorístic que Peyo havia respondre que "Qu'ils aillent se faire cuire un œuf" (que se'n vagin a fregir espàrregs (literalment un ou)). Aquesta resposta ofén a Peyo que es queixa a la direcció, sense pensar que Dupuis ho exploti per despatxar el seu editor. Paul Dupuis, home de negocis més seriós i més que el seu germà Charles, va aprofitar l'absència d'aquest últim per acomiadar Yvan Delporte. Peyo va estar molt trist d'originar aquest acomiadament, però Yvan Delporte mai no el va culpar.
Yvan Delporte va estar molt afectat per aquest acomiadament de Spirou, que era tota la seva vida. Com a Bèlgica, el delegat sindical no es podia acomiadar, va rebre una compensació important perquè el cas es pogués resoldre amigablement. Després de deixar la redacció, algunes persones es van succeir al capdavant de la revista abans que Thierry Martens fos nomenat redactor en cap durant l'any 1969. L'ambient excèntric que va regnar a la redacció va desaparèixer amb aquest nomenament. Així, Martens, a diferència de Yvan Delporte, era molt organitzat i les seves primeres tasques van consistir en ordenar les planxes ja facturades que hi havia al voltant dels calaixos i en renovar l'equip artístic de la revista.

### Després deSpirou

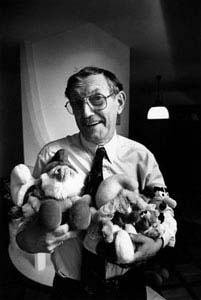
Peyo i els seus barrufets el 1990.

Just després del seu acomiadament del cap del diari Spirou, Yvan Delporte va trobar-se amb Peyo perquè li pugui donar feina. Peyo avergonyit de ser a l'origen del seu acomiadament, el va contractar com a col·laborador de guions. Una posició que va ocupar en certa manera fins a l'arribada de Gos a casa Peyo a mitjans dels anys seixanta. Amb Peyo, Yvan Delporte era més un donant d'idees que un guionista real, discutien la història junts, i Yvan Delporte ho reescrivia polit i afegint-hi gags, situacions humorístiques i trobant noms per als personatges per a la sinopsi original. També va escriure uns quants gags per a la sèrie Poussy que Lucien De Gieter dibuixava per a l'estudi Peyo. Claire Bretécher, que havia publicat a Spirou en un moment en què els autors del còmic franco-belga eren homes, li van donar treballs acceptant petites obres editorials de Dupuis: els va confiar a Yvan Delporte i els va enviar a Dupuis amb el seu nom. Per a Berck, va co-firmar amb Raymond Macherot, que li servia una mica com a nom prestat, la sèrie Mulligan per por que Dupuis no acceptés la sèrie si signava el guió ell sol.
També va escriure guions per a autors de la banda Spirou. Greg, el redactor en cap del diari Tintin, es va posar en contacte amb ell per donar un to més excèntric al periòdic. Hi va escriure sobretot una sèrie titulada Le Mystère du chicon secret (que tenia la particularitat de canviar de nom cada setmana), dibuixada per Verli durant el 1972 i destinada a un suplement per a la versió belga del setmanari. Per a Le Journal de Mickey, va escriure per a Tenas la sèrie humorística Onkr l'heroi del qual és un cavernícola congelat recuperat per al present i els personatges de Zingari, que va crear per a René Follet. Per a Mickey, també dirigeix una secció didàctica sobre els Castors Juniors amb diversos dibuixants, entre ells Lucien De Gieter o Eddy Ryssack, a qui va conèixer a Spirou. D'aquesta secció es va treure un llibre titulat Manuel des Castors Juniors (Manual dels joves castors, que va ser modificat per una versió italiana que va ser la que es va traduir a Espanya el 1978 només en castellà) Yvan Delporte també va treballar als Països Baixos, col·laborant amb la revista Pep per a la sèrie Bandonéon, amb el dibuix de Dino Attanasio. Segons Yvan Delporte, el seu treball com a guionista consistia sovint en escriure a màquina el guió que els dissenyadors ja havien trobat i en afegir el seu nom a la signatura. Durant tres mesos, va ocupar el càrrec de redactor en cap de la versió francesa de la revista Tintin, a l'època en què s'acabava de comprar; la seva missió va ser llavors configurar l'equip i el model abans del llançament del primer número.
Després de deixar Spirou, va crear el personatge que animaria durant més temps, Isabelle. Tot va començar amb Will, que per a un número especial de Pasqua de Spirou volia crear un nou personatge. Li va demanar a Yvan Delporte escriure un guió curt, on inclou un personatge anomenat Catalina. Molt ràpidament, Raymond Macherot es va unir al duo i va ajudar a escriure algunes històries, sobretot afegint un costat meravellós i fantàstic a les aventures. El primer nom de l'heroïna va canviar, passant a convertir-se en Isabelle. Will va decidir aturar la sèrie, perquè Dupuis no estava gaire apassionat pel seu personatge. Algun temps després, André Franquin va oferir-se a reprendre el guió amb Yvan Delporte per tal de rellançar la sèrie. La distribució de rols era la següent: Yvan Delporte i André Franquin troben una idea per a la història, André Franquin ho desenvolupava, Yvan Delporte escrivia els diàlegs i Will dibuixava després. A partir d'aleshores, Yvan Delporte es va encarregar ell sol de l'escenari, però la sèrie no tocaria realment el públic en general, i per amants del còmic, es converteix en una sèrie de culte. .
A principis de la dècada de 1970, crea per a la ràdio el personatge d'Honoré Delbouille (amb el subtítol del bard való) que caricatutitza els valons mitjançant textos d'humor i cançons al programa Du Sel sur la Queue, a la Radio-television belge de la Communauté française. El personatge té un cert èxit i apareix tots els dissabtes al migdia al primer canal de televisió belga, però aquesta variació no diverteix a Yvan Delporte que troba més restriccions a la televisió que a la ràdio. Abandona amb una última provocació, burlant-se de la idea de morir per la pàtria amb una cançó titulada 11 de novembre. Yvan Delporte va escriure posteriorment altres cançons, sobretot per a un disc de rock de jazz derivat de Sergi Grapes o de la banda sonora musical d'un dibuix animat de Bola i Bill. El 1975, va participar en la creació del film d'animació La Flûte à six schtroumpfs (La flauta de sis barrufets) adaptat a partir de l'àlbum del mateix nom de la sèrie Johan and Pirlouit i produït per l'estudi belga Belvision. El seu paper és ajudar a Peyo amb el desenvolupament del guió o amb els diàlegs, també escriu les cançons del dibuix animat a les que Michel Legrand posa la música.

### L'aventura delTrombone illustré
A finals dels anys setanta, Yvan Delporte i André Franquin van lamentar el to que havia prés la revista Spirou amb Thierry Martens al capdavant. André Franquin va fer un gir força polític i es va interessar particularment per l'ecologia i la justícia social. Ell es va escandalitzar pel modelisme de la secció de Spirou, on gairebé totes les setmanes apareixien avions alemanys de la Segona Guerra Mundial. Els dos amics van anar a veure a Charles Dupuis per demanar-li que inserís una revista al seu interior amb un to completament diferent i més adult que a Spirou. Dupuis va accepta la proposta perquè André Franquin estava a l'aventura, i aquesta idea mai no s'havia realitzat en una revista per a nens. André Franquin volia que Spirou informés sobre la malaltia de Minamata, però es va adonar que això no era possible amb el redactor en funcions que hi havia aleshores al càrrec.
Després de la posada en marxa del pressupost, la redacció de la nova revista, anomenada Le Trombone illustré, es va traslladar a un entresòl del pati de l'edifici Dupuis, al carrer de Livourne, a Brussel·les. Hi havia dos membres permanents a les oficines del periòdic, Delporte, que ocupava el càrrec de redactor en cap i el maquestista. L'equip d'autors el va compondre André Franquin, segons les afinitats que tenien els dos amics amb la gent que coneixia. Van reclutar joves principiants com Frédéric Jannin o Didgé, però també van confirmar autors de Spirou com Jean Roba, o d'altres horitzons com F'murr, René Hausman, Gotlib o Alexis. Delporte s'oposa tanmateix a la publicació dels autors habituals de les pàgines de Spirou com Raoul Cauvin. Molt ràpidament, Yvan Delporte va recrear l'esperit d'equip que havia existit durant el seu temps al capdavant de Spirou, en implicar els autors en les idees per a animacions.
El primer número va aparèixer amb Spirou núm.2013 el 17 de març de 1977 i tenia vuit pàgines en un format diferent de la resta del setmanari. Durant les setmanes anteriors, André Franquin i Yvan Delporte van establir una animació, posant en escena Sergi Grapes i el seu univers, per anunciar als lectors l'arribada d'una novetat a Spirou. Durant diverses setmanes, els números tindrien èxit, i Yvan Delporte es divertia traient els autors dels límits que s'havien imposat, escrivint la majoria dels guions de còmics que apareixen al setmanari. La idea de Yvan Delporte era crear una rivalitat, veure una "guerra" entre les dues redaccions per un diari interposat. Però això no passa per la part de Spirou on el projecte és molt mal percebut per l'editor en cap de l'època i els autors habituals, i és Charles Dupuis qui rep les queixes dels seus empleats. Per part dels lectors Le Trombon illustré no arranca, fins i tot les vendes de Spirou es van enfonsar durant el període de publicació del suplement.
Després de trenta setmanes de publicació Le Trombone illustré s'atura segons el desig de Yvan Delporte. Són les successives censures que recauen en la direcció de Dupuis, i en particular sobre la crítica a les religions, el que provoquen la fi del suplement de Spirou. La primera censura es refereix a un article escrit per Yvan Delporte, sota el pseudònim Nana, on demana als lectors que no creguin el que hi ha a la publicitat, i un article que porta el títol Devenez riche en créant votre religion. A continuació, la censura toca un article de Jacques Stoquart sobre Amnistia Internacional, però tot i així es va publicar; a continuació, un article titulat La Galette des Rois que indica els ingressos de la diverses cases reials europees. La quarta censura és la gota que desborda el gerro per a Yvan Delporte. Es tracta d'una planxa de la sèrie Germain et nous ... que equipara les religions amb les sectes. Yvan Delporte estava especialment irritat perquè Charles Dupuis no digués res quan André Franquin va criticar la religió a través de La Mitre Railleuse, però va censurar un jove autor que tocava la religió. També hi va haver censura a la sèrie Fernand l'orphelin amb guió de Yvan Delporte per a Claire Bretécher, on Charles Dupuis va demanar la supressió de certes paraules que Yvan Delporte es va contentar en fer fora amb un retolador negre. Va sorgir la idea de continuar Le Trombone illustré independentment de Spirou, però fer una revista de vuit pàgines ja era complicat, i un diari emancipat hauria hagut de comptar amb desenes de pàgines més. .
El balanç del trombone illustré és globalment negatiu, les vendes de Spirou van caure un 5% en sis mesos (contra l'1 al 3% anual posterior) i les tensions van aparèixer a Dupuis entre els autors del Trombone illustré i els altres. A més, precipitaren la substitució de l' editor en cap de Spirou, Thierry Martens, per Alain De Kuyssche. Malgrat la seva acollida quan es publicava, Le Trombone Illustré adquiriria la condició de publicació de culte molts anys més tard, amb la publicació d'una col·lecció amb tots els números no venuts guardats per un empleat d'un dipòsit a França. Diversos autors de les generacions següents declararien que havien estat marcats per l'esperit de subversió del Trombon illustré, i autors com André Franquin o René Hausman van trobar obertes les portes de publicacions més adultes com Fluide Glacial. Delporte va rebre el Gran Premi Saint-Michel el 1978 pel seu paper en la creació i l'animació del suplement.
Un any després d'aturar el trombó il·lustrat, l'octubre de 1978, Yvan Delporte i André Franquin van repetir l'experiència similar amb Pendant ce temps à Landerneau dins el mensual (À suivre). A diferència del Trombon illustré, Pendant ce temps à Landerneau no era un suplement de la publrcació, sinó inserts envoltats de sanefes, on l'equip podia publicar els seus textos i dibuixos sense el control del redactor en cap d' (À suivre). A diferència del Trombon illustré, no hi ha cap escriptura física i l'experiment es va aturar a l'octubre de 1979, després de la censura d'una planxa de Frédéric Jannin, que seguia, al número anterior, a la censura d'una text de Gudule sobre les aventures de Zoé en un banc de semen. Uns anys més tard, les edicions de Dupuis tenen previst rellançar Le Trombone illustré amb el nom de Fils du Trombone, però això mai no superarà l'etapa de maqueta, Dupuis no va trobar a Yvan Delporte prou fiable per assegurar un projecte d'aquest àmbit sobre la seva responsabilitat a llarg termini.

### Un home que ho tocava tot
Poc després de l'aventura del Trombone illustré, Yvan Delporte i André Franquin van tenir la idea de crear, per defensar els interessos de tots els dibuixants belgues, una associació propera a un sindicat, anomenada l'Union Professional des Créateurs d'Histoire en Imatges et Cartoons (L'UPCHIC). Yvan va ser designat secretari pel consell d'administració, mentre que André Franquin va passar a ser president. Les oficines es trobaven a la planta baixa del seu edifici, que es va convertir ràpidament en el punt de trobada dels dibuixans. Van crear una petita revista per a professionals, on els autors podien expressar-se sobre la professió. L'associació també pagava quotes d'advocats per defensar els autors en cas de disputa amb el seu editor. El projecte va acabar uns anys després, després de l'aparició de tensions entre autors, que van seguir la publicació al butlletí d'articles en to provocador. Cada cop eren més els dibuixants que abandonen la unió i la caiguda de les cotitzacions marca la mort d'UPCHIC.

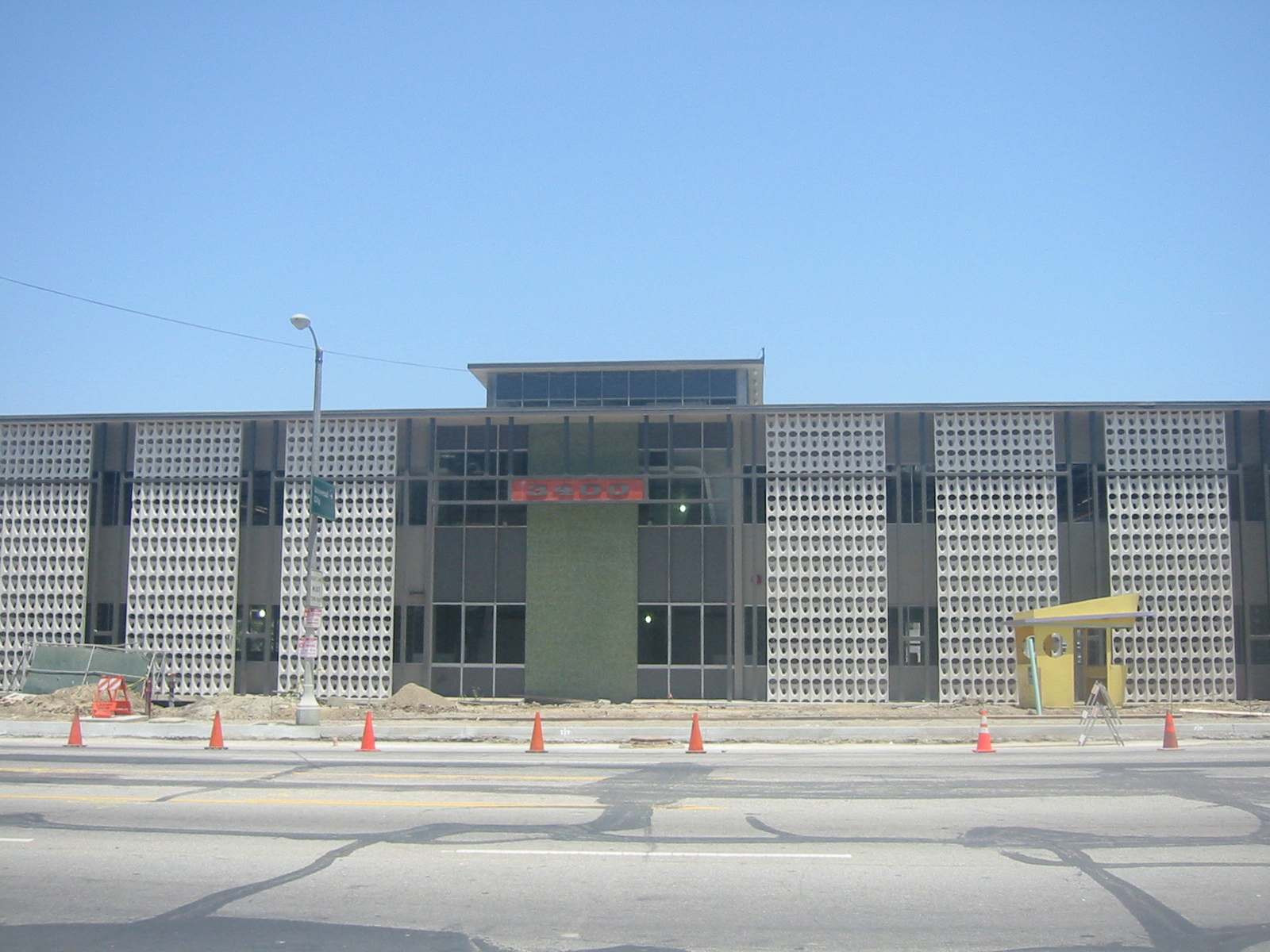
Els estudis de Hanna-Barbera Productions el 2007.

El 1981, el canal nord-americà NBC va signar un contracte per adaptar Els barrufets a una sèrie animada. Yvan Delporte, que era bilingüe i guionista de les primeres històries de la sèrie, va ser contractat per Peyo per rellegir tots els guions de l'estudi nord-americà i comprovar que l'univers del còmic fos ben respectat. Mentre que els nord-americans intentaven repetidament americanitzar els Barrufets, modificant per exemple el Barruf per complaure les lligues feministes, Peyo i Yvan Delporte intentaven deixar els mínims canvis possibles a l'univers d'origen i en diverses ocasions es va trencar el diàleg entre Peyo i els autors dels Estats Units. Això va obligar Yvan Delporte a exercir constantment el paper de diplomàtic entre les dues parts. Yvan Delporte també és responsable de les citacions musicals de la banda sonora de dibuixos animats i no va dubta en col·locar-hi a Beethoven i Txaikovski. En aquest període Yvan Delporte va canviar la seva aparença física, va abandonar la seva eterna trenca per robes de marca, sempre extravagants, i es va tallar la barba.
L'èxit dels Barrufets va cridar l'atenció d'altres estudis nord-americans pel còmic francobelga. El 1983, els estudis ABC van comprar els drets sobre el Marsupilami per adaptar-lo a una sèrie animada. Com que André Franquin no volia tenir cura del projecte sol, va constituir un petit equip compost entre d'altres per Yvan Delporte, que s'encarregava de supervisar i coordinar el treball entre l'equip europeu i l'estudi nord-americà, així com de les traduccions. Es va posar en marxa un primer esborrany, però va serrebutjat pels nord-americans, per considarar-lo massa car, en particular per l'animació de la cua del Marsupilami. El mateix Yvan Deporte va redactar un segon esborrany després de les directrius del director del programa de la cadena. Aquesta vegada el projecte va ser definitivament cancel·lat, perquè els nord-americans no volien que els Chahutes amerindis es caricaturessinn massa. Es van discutir altres diversos projectes sense veure la llum del dia. Un projecte amb Dany per adaptar la seva sèrie Olivier Rameau va fallar per motius financers. Un projecte amb Warner Bros. Animation titulat Jeopardy Jack i sobretot una adaptació de Flagada de Charles Degotte amb Hanna-Barbera Productions no van veure la llum del dia malgrat un gran treball preparatori de l'equip d'Yvan Delporte. En aquest moment va ser tocat per la tragèdia, el suïcidi del seu fill Bert Bertrand, una desaparició de la que sempre s'ha negat a fer esment.
Després de Le Trombone illustré, André Franquin va treure de les caixes un vell projecte que havia tingut durant anys, però que mai no havia tingut el coratge de realitzar abans: narrar les picabaralles d'un talp i d'un jardiner. Amb Yvan Delporte, va confiar el projecte al jove Frédéric Jannin i el va anomenar Les Démêlés d'Ernest Ringard et d'Augraphie. Yvan Delporte va coescriure el guió amb André Franquin i va tenir cura sobretot d'escriure els diàlegs, aprofitant l'ocasió per afegir contrapets de vegades, tot i que la sèrie apareixia a la revista Spirou. Després d'algunes històries, els autors van aturar la sèrie, decebuts que es publiqués com a àlbum en una col·lecció annexa al catàleg regular de Dupuis. La sèrie es va rellançar el 1993 a petició de Dupuis amb el mateix trio. Amb Frédéric Jannin, va escriure altres esbossos de projectes com una paròdia de Batman i Robin titulada Bitman et Robinet per a Fluide Glacial, una sèrie sobre la prehistòria anomenada L'Aurore de l'humanité o Les Aventures d'Ambroise le cochon. Com a projecte concret, hi ha l'àlbum Les Collectionneurs que Frédéric Jannin va produir en un mes.
Jean Roba es va dirigir a Delporte el 1981 perquè l'ajudés a escriure el guió de la història de quaranta-quatre pàgines de Bola i Bill titulada Boule i Bill globe-trotters. La seva missió era treure els personatges de situacions difícils. A mitjans dels anys vuitanta, va recuperar amb René Follet les històries del Zingari aparegudes pocs anys abans a Le Journal de Mickey. Al final dels anys vuitanta, va escriure dues històries llargues per a Carine De Brab en una sèrie que va titular Les Puzzoletti i que va aparèixer a Spirou. El 1992, just després de la mort de Peyo, va ajudar el seu fill Thierry Culliford a escriure un nou episodi de la sèrie de Johan et Pirlouit basat en un projecte ideat per Peyo d'un atac de bàrbars. A continuació, va escriure un guió complet completament retallat i detallat per imatge. Malgrat tot, al final de la creació de l'àlbum, les relacions es van complicar amb Thierry Culliford que va preferir acabar la col·laboració amb Yvan Delporte. A principis dels anys 2000, va treballar amb Zidrou i Fabien Vehlmann en una animació editorial a Spirou al voltant del personatge de Toccard, un personatge de la sèrie Le Boss que intentava publicar al setmanari. En aquest projecte, va ajudar a escriure el guió de Bob le cow-boy, la sèrie fictícia de Toccard deliberadament mal portada a terme.
A finals dels anys vuitanta, Christian Mauron va demanar a André Franquin que adaptés titelles en dibuixos animats que es transmetien a la televisió suïssa i anomenades Les Tifous. Confiant en la seva experiència en dibuixos animats desenvolupada pel seu treball a la sèrie Smurfs, André Franquin va fer una crida ràpidament a Yvan Delporte perquè l'ajudés a dur a terme aquest projecte. Junts va crear els diferents personatges i van escriure el guió dels primers episodis. Una vegada que l'equip es va formar amb Xavier Fauche i Jean Léturgie, Yvan Delporte va prendre el títol de "director de la narració" supervisant l'escriptura dels guions afegint idees personals. Una vegada escrit el guió d'un episodi i validat, Yvan Delporte es va ocupar de la coordinació entre l'equip d'André Franquin i l'estudi de producció. L'equip va escriure setanta-sis episodis, però només se’n van produir vint-i-quatre a causa dels problemes financers del productor. El material que no es va utilitzar com a dibuix animat es va reutilitzar a principis dels anys 90 a la revista Spirou.
També a finals de la dècada de 1980, Yyo Delporte es va posar en contacte amb Peyo i el seu estudi per ocupar el lloc de redactor del nou diari Smurf! volen crear. Amb el seu còmic Eddy Ryssack, va presentar un model d'esborrany per a la publicació mensual, però Peyo i el seu equip els van rebutjar. Es calcula que la seva maquesta es troba massa proper a l'estil Spirou de la dècada de 1960, considerat passat de moda. Posteriorment, Jean-Claude de la Royère va participar en el projecte i va reelaborar el projecte, mentre Eddy Ryssack va deixar-lo. La motivació de Yvan Delporte va disminuir i van aparèixer problemes dels temps de producció, cosa que va porta a Peyo i al seu fill a acomiadar-lo. Tot i això, Yvan Delporte va participar en l'aventura tractant diversos títols com jocs i informació inusual. A més, va escriure el guió d'una sèrie anomenada La Bande des quatre vents per a Al Severin i va reprendre Les Contes du Grand Schtroumpf, una columna publicada ja als anys seixanta a la revista Spirou. A petició de Peyo, va reescriure les tres primeres històries de la sèrie Pierrot et la Lampe per adaptar-la al format de la mensual de Smurf!, però no va satisfer Peyo i el projecte no va finalitzar. Al cap d'uns anys, la publicació mensual es va aturar per problemes financers.
Yvan Delporte era un apassionat de la música i els anys 1980-1990 el van veure liderar diversos projectes sobre aquest art. Ell mateix no tocava un instrument determinat, però tenia un coneixement perfecte de la teoria musical i una molt bona oïda musical. Als anys vuitanta, va enregistrar diversos programes de ràdio, mai emesos, en companyia de Gotlib i Frédéric Jannin en cançons humorístiques, acompanyats de moments de bogeria imaginats per Yvan Delporte. També va tenir la idea de filmar autors de còmics que també interpretaven música i després els van ajuntar en un mateix vídeo. El 1995, Thierry Tinlot, l'editor en cap de Spirou, va tenir la idea de crear un grup compost per autors de còmics que portessin el nom de "Marcinelle All-Star Band". Yvan Delporte es va unir al grup com a cantant i l'estrena va tenir lloc durant el sopar anual de Dupuis. El triomf que va seguir la representació va animar el grup a continuar i a fer diversos festivals de còmics durant tres anys durant quinze concerts. Posteriorment, el grup es va canviar de nom com a "Boys Band (dessinée)" i fins al final de la seva vida Yvan Delporte va aparèixer a l'escenari, malgrat les reduccions físiques que el van obligar a moure's en una cadira de rodes.

### Els darrers anys
Durant els seus darrers anys, Yvan Delporte es va apropar molt als autors del moment, sobretot amb els de l'L'Association com Lewis Trondheim, i es va interessar per les novetats en còmics. Per als joves autors i lectors del diari Spirou, es considerava per tant un quasi-mite viu. Va participar en moltes exposicions i va escriure articles sobre còmics. Als anys 2000 es va incorporar a la redacció de crítiques teatrals del Teatre de Poche a Brussel·les i cada setmana assistia al partit de la Lliga d'Impro a Brussel·les. El 2006 es va unir als autors en guerra contra les participacions de Média, que acabava de comprar les edicions de Dupuis, i va intentar federar el moviment sense gaire èxit. També va participar en l'Associació d'Autors de BD (Adabd) on va participar regularment en seminaris. Va morir el 5 de març de 2007 a Brussel·les mentre preparava amb Frédéric Jannin un àlbum per al cinquantè aniversari de la sèrie Sergi Grapes i una secció amb Frank Pé destinada a Spirou sobre personatges de còmics per als quals havia d'escriure un retrat peculiar.

## Obra

### De publicacions periòdiques

#### ASpirou
Les primeres publicacions de Yvan Delporte al diari Spirou són guions. Comença el 1949, quan era manual a Dupuis, on va escriure un guió per a Eddy Paape amb la història  À la poursuite de Max Clair de la sèrie John Valhardi publicada a partir del núm.601. Per a aquesta sèrie també va escriure la història Chez les Êtres de la forêt l'any següent. Quan es va convertir en redactor en cap del setmanari el 1956, va escriure diverses sèries, Alain Cardan per a Gérald Forton de 1957 a 1959, Bobosse per a Marcel Remacle el 1957, Saki per a René Hausman de 1958 a 1964, Starter i Sylvain Tripoté per a Jidéhem el primer el 1961 i el segon el 1966, Matiti Jo coescrita amb Charles Jadoul per a Herbert el 1963, Bobo per Maurice Rosy del 1964 al 1965 i Mulligan van coescrita amb Raymond Macherot per a Berck de 1968 a 1969. Col·labora principalment amb André Franquin i Peyo, dos pilars de Spirou. Amb André Franquin, va crear Gaston Lagaffe notablement i va participar en les primeres animacions del personatge a la revista Spirou. Posteriorment, va escriure una secció editorial sobre el món de Gaston titulada En direct de la rédaction publicada principalment entre 1965 i 1968. També va escriure la novel·la il·lustrada Les Robinsons du Rail amb els personatges de Espirú i Fantàstic i Sergi Grapes. Amb Peyo, va co-escriure els guions dels barrufets del 1959 al 1964, de Benet Tallaferro (Benoît Brisefer) el 1966 i una secció de contes titulada Les Contes du Grand Schtroumpf del 1967 al 1969. Finalment per a Jean Roba, va escriure una columna titulada L'Avis de chien de Bill de 1964 a 1972. També escriu algunes mini-narracions per a diferents autors.
Malgrat la seva marxa de la redacció de Spirou el 1968, continuà la seva col·laboració amb el setmanari. Continua escrivint algunes animacions de Gaston Lagaffe i el En direct de la rédaction, alguns guions dels Barrufets, de Benet Tallaferro i fins i tot L'Avis de chien de Bill. Crearà i participarà especialment en diverses sèries : amb Raymond Macherot i André Franquin va escriure la sèrie Isabelle per a Will del 1969 al 1994, una història breu de Sandy i Hoppy per a Lambil el 1969, i de Sam and the Bear for Lagas el 1973, algunes narracions de la llengua de Sibylline per a Raymond Macherot el 1970, la rúbrica Poussyclopédie de 1970 a 1973 per a Marc Wasterlain i Peyo. Per a Frédéric Jannin, va crear i escriure amb André Franquin la sèrie Les Démêlés d'Ernest Ringard i Augraphie de 1978 a 1997. També va escriure gags de Germain et nous ... de 1980 a 1990, Les Collectionneurs el 1984, Les Zingari de René Follet de 1985 a 1987, Les Puzzoletti de Carine De Brab de 1987 a 1988. Va escriure la columna Un monstre a la setmana de 1988 a 1989, Les Tifous pour André Franquin de 1990 a 1991 i finalment va participar en l'animació "Toccard" amb Zidrou, Fabien Vehlmann i Philippe Bercovici entre 2000 i 2001. Per a Le Trombone Illustré, el suplement efímer del diari Spirou, Yvan Delporte escriu nombrosos articles, jocs, editorials o animacions, així com diversos escenaris per a Alexis, André Franquin, Claire Bretécher, Dany i René Hausman.

#### Altres publicacions periòdiques
Yvan Delporte també col·labora amb altres publicacions periòdiques, sobretot després de la seva marxa de Spirou. Per a Jidéhem, va escriure Sylvain Tripoté a Bonux Boy el 1960 i Uhu-Man a Pilote el 1967. A Le Journal de Mickey, va escriure dues sèries entre 1970 i 1973, Onkr per a Tenas i Les Zingari per a René Follet. Per a l'edició belga de Tintin, va escriure Le Chicon per a Verli el 1972. Per a la revista Lucky Luke, el 1974 va escriure diverses cròniques dibuixades per Morris titulades Les Échos de Nothing-Gulch, Les Contes de Lucky Luke i Les Mémoires de Rantanplan. Va col·laborar amb Fluide Glacial entre 1977 i 1980, escrivint algunes editorials i històries, a més de guiar alguns gags d'Idées noires per a André Franquin. Després del Le Trombon il·lustré, escriu a la secció mensual (À suivre), una columna independent de la resta de la revista titulada Pendant ce temps à Landerneau. A la revista Super As, va escriure la sèrie Colin Colas per a Eddy Ryssack el 1979. La seva col·laboració més prolífica és per la revista Smurf! on entre el 1990 i el 1992 va animar diversos títols com Le Grand Schtroumpf raconte, Les Pages du Schtroumpf Nature, Les Trésors du Schtroumpf Bricoleur o Le Petit journal du Schtroumpf Reporter.

#### Llista d'històries de "continuarà" publicades a revistes
| Sèrie              | Títol                                | Dibuixant              | núm. inicial | núm. final |
| ------------------ | ------------------------------------ | ---------------------- | ------------ | ---------- |
| Jean Valhardi      | À la poursuite de Max Clair          | Eddy Paape             | 601          | 612        |
| Jean Valhardi      | Chez les Êtres de la forêt           | Eddy Paape             | 613          | 671        |
| Alain Cardan       | Alain Cardan                         | Gérald Forton          | 996          | 1006       |
| Alain Cardan       | Citoyen de l'espace                  | Gérald Forton          | 1013         | 1039       |
| Bobosse            | Les Évadés de Trifouillis            | Marcel Remacle         | 1020         | 1038       |
| Saki               | Saki                                 | René Hausman           | 1031         | 1047       |
| Alain Cardan       | Allo… ici Vénus                      | Gérald Forton          | 1046         | 1068       |
| Saki               | Saki                                 | René Hausman           | 1048         | 1058       |
| Saki               | Les Pillards                         | René Hausman           | 1071         | 1081       |
| Alain Cardan       | L'Exode de la Croix Ansée            | Gérald Forton          | 1121         | 1142       |
| Starter            | Starter contre les casseurs          | Jidéhem                | 1208         | 1234       |
| Els barrufets      | Schtroumpfonie en ut                 | Peyo                   | 1339         | 1351       |
| Espirú i Fantàstic | Les Robinsons du Rail                | André Franquin Jidéhem | 1354         | 1363       |
| Els barrufets      | Le Schtroumpfissime                  | Peyo                   | 1378         | 1414       |
| Benet Tallaferro   | Les Douze Travaux de Benoît Brisefer | Peyo                   | 1459         | 1517       |
| Mulligan           | New York 1933                        | Berck                  | 1600         | 1613       |
| Mulligan           | Mulligan et le fils de Schéhérazade  | Berck                  | 1626         | 1639       |
| Els barrufets      | Le Schtroumpfeur de pluie            | Peyo Gos               | 1652         | 1660       |
| Isabelle           | Isabelle et le Tableau enchanté      | Will                   | 1666         | 1680       |

| Sèrie            | Títol                              | Dibuixant                         | núm. inicial | núm. final |
| ---------------- | ---------------------------------- | --------------------------------- | ------------ | ---------- |
| Isabelle         | Isabelle et les Voleurs            | Will                              | 1714         | 1720       |
| Isabelle         | Isabelle et le Capitaine           | Will                              | 1747         | 1761       |
| Benet Tallfaerro | Lady d'Olphine                     | Marc Wasterlain François Walthéry | 1771         | 1795       |
| Els barrufets    | Schtroumpf vert et Vert Schtroumpf | Peyo                              | 1808         | 1836       |
| Isabelle         | Isabelle et la Petite Fée au pair  | Will                              | 1912         | 1916       |
| Isabelle         | Les Maléfices de l'oncle Hermès    | Will                              | 1929         | 1935       |
| Isabelle         | L'Île dont on ne revient pas       | Will                              | 1965         | 1972       |
| Isabelle         | L'Astragale de Cassiopée           | Will                              | 2019         | 2035       |
| Isabelle         | Un empire de dix arpents           | Will                              | 2111         | 2137       |
| Isabelle         | L'Étang des sorciers               | Will                              | 2217         | 2236       |
| Bola i Bill      | Boule et Bill globe-trotters       | Jean Roba                         | 2270         | 2275       |
| Isabelle         | L'Envoûtement                      | Will                              | 2477         | 2480       |
| Les Puzzoletti   | Les Puzzoletti                     | Carine De Brab                    | 2591         | 2598       |
| Les Puzzoletti   | Le Monstre de Bornéo               | Carine De Brab                    | 2645         | 2655       |
| Isabelle         | La Lune gibbeuse                   | Will                              | 2752         | 2767       |
| Isabelle         | La Traboule de la Géhenne          | Will                              | 2788         | 2798       |
| Isabelle         | Le Sortilège des gâtines           | Will                              | 2815         | 2826       |
| Isabelle         | Le Grand Bonbon                    | Will                              | 2894         | 2906       |
| Isabelle         | Les Abraxas pernicieux             | Will                              | 2956         | 2966       |

| Sèrie | Títol                                 | Dibuixant | núm. inicial | núm. final |
| ----- | ------------------------------------- | --------- | ------------ | ---------- |
| Onkr  | Les Trafiquants du trafic             | Tenas     | 936          | 956        |
| Onkr  | Onkr et le mystère de la Nième chaîne | Tenas     | 957          | 980        |
| Onkr  | Onkr et l'armée d'acier               | Tenas     | 981          | 988        |
| Onkr  | Onkr et l'armée d'acier               | Tenas     | 990          | 1004       |
| Onkr  | Fugue en Onkr majeur                  | Tenas     | 1006         | 1028       |
| Onkr  | Roméonkr et Juliette                  | Tenas     | 1031         | 1054       |

### Àlbums
Els primers àlbums de Yvan Delporte van aparèixer a la dècada de 1960 i es van fer a la companyia de l'estudi Peyo. Hi ha àlbums de la sèrie Els barrufets, Benet Tallaferro i posteriorment Poussy, així com els àlbums de La Ribambelle amb Jean Roba. La dècada de 1970 va ser una dècada força pobra per a ell, després de la seva sortida del cap de redacció de la revista Spirou va publicar nombroses sèries en publicacions periòdiques diferents, però poques van ser recopilades en àlbum. La principal és Isabelle, que va crear amb Will i Raymond Macherot (més tard continuada per André Franquin) i la publicació de la qual va continuar fins a la dècada de 1990. Amb la dècada de 1980 es va beneficiar de la proliferació de petites editorials que publicaven sèries més o menys oblidades als seus àlbums. Així es publiquen, Colin Colas, Jean Valhardi, Bandoneon, Steve Severin, Saki i Zunie, Starter i Mulligan. També publica àlbums d'històries més recents com Bola i Bill o Arnest Ringard i d'Augraphie. A la dècada de 1990, després de la mort de Peyo, va participar en el retorn de Johan i Pirlouit en companyia de Thierry Culliford i Alain Maury i un àlbum de Cubitus amb Dupa. Els àlbums que es llançaran després són sèries antigues exhumades per entusiastes com Les Zingari, Bobosse i Alain Cardan.

#### Llista de primeres edicions de sèries regulars

##### Arnest Ringard et d'Augraphie (Les Démêlés d')
- Les Démêlés d'Arnest Ringard et d'Augraphie, Dupuis, Col·lecció Carte Blanche, 1981 ISBN 2-8001-0755-3

Guió: André Franquin i Yvan Delporte - Dibuix: Frédéric Jannin

##### Bandonéon
- 1 El Gaucho triste, Éditions Michel Deligne, 1979
- 2 El Tango de la révolucion, Éditions Michel Deligne, 1979

Guió: Yvan Delporte - Dibuix: Dino Attanasio

##### Barrufets (Els)
- 1 Els barrufets negres (Les Schtroumpfs noirs), Dupuis, 1963 ISBN 2-8001-0108-3
- 2 El Senyor de Barrufet (Le Schtroumpfissime), Dupuis, 1965 ISBN 2-8001-0109-1
- 3 La Barrufeta (La Schtroumpfette), Dupuis, 1967 ISBN 2-8001-0110-5
- 4 Els barrufets i l'ou (L'Œuf et les Schtroumpfs), Dupuis, 1968
- 6 El Barrufonauta (Le Cosmoschtroumpf), Dupuis, 1970
- 7 L'aprenent de Barrufet ([L'Apprenti Schtroumpf), Dupuis, 1971 ISBN 2-8001-0114-8
- 8 Històries de Barrufets (Histoires de Schtroumpfs), Dupuis, 1972
- 9 Clar i Barrufet i Barrufet i català ([Schtroumpf vert et Vert Schtroumpf), Dupuis, 1973 ISBN 2-8001-0324-8
- 10 Sopa de Barrufets (La Soupe aux Schtroumpfs), Dupuis, 1976 ISBN 2-8001-0510-0

Guió: Peyo i Yvan Delporte - Dibuix: Peyo

##### Benet Tallaferro
- 3. Els dotze treballs d'en Benet Tallaferro (Les Douze Travaux de Benoit Brisefer), Dupuis, 1968
- 6. Lady d'Olphine, Dupuis, 1973

Guió: Yvan Delporte i Peyo - Dibuix: François Walthéry

##### Bobosse
- 2. Les Évadés de Trifouillis, Le Coffre à BD, 2006 ISBN 2-350-07043-3

Guió: Marcel Remacle, Peyo i Yvan Delporte - Dibuix: Marcel Remacle

##### Bola i Bill
- 19 Boule et Bill globe-trotters, Dupuis, 1982 ISBN 2-8001-0920-3

Guió: Jean Roba i Yvan Delporte - Dibuix: Jean Roba

##### Colin Colas
- 4 Le Monstre de Drumnadrochitt, Fleurus, 1980ISBN 2-215-00367-7
- 5 L'Empereur des Sargasses, Hachete, 1980 ISBN 2-01-008168-4
- 7 De Levende mummie, Kunst, 1984

Guió: Yvan Delporte - Dibuix: Eddy Ryssack

##### Cubitus
- 31 Cubitus et les cumulus de Romulus, Le Lombard, 1994, ISBN 2-8036-1092-2

Guió: Yvan Delporte - Guió:Dupa

##### Isabelle
- 1 Isabelle et le Tableau enchanté, Dupuis, 1972
- 2 Isabelle et le Capitaine, Dupuis, 1983 ISBN 2-8001-0956-4

Guió: Yvan Delporte i Raymond Macherot - Dibuix:Will
- 3 Les Maléfices de l'oncle Hermès, Dupuis, 1978 ISBN 2-8001-0591-7
- 4 L'Astragale de Cassiopée, Dupuis, 1979 ISBN 2-8001-0626-3

Guió: Yvan Delporte, Raymont Macherot i André Franquin - Dibuix: Will
- 5 Un empire de dix arpents, Dupuis, 1980 ISBN 2-8001-0699-9
- 6 L'Étang des sorciers, Dupuis, 1981 ISBN 2-8001-0783-9
- 7 L'Envoûtement du Népenthès, Dupuis, 1986 ISBN 2-8001-1392-8

Guió: Yvan Delporte i André Franquin - Dibuix: Will
- 8 La Lune gibbeuse, Dupuis, 1991, ISBN 2-8001-1848-2
- 9 La Traboule de la Géhenne, Dupuis, 1992 ISBN 2-8001-1903-9
- 10 Le Sortilège des gâtines, Dupuis, 1993 ISBN 2-8001-1981-0
- 11 Le Grand Bonbon, Dupuis, 1994 ISBN 2-8001-2128-9
- 12 Les Abraxas pernicieux, Dupuis, 1995 ISBN 2-8001-2192-0

Guió: Yvan Delporte - Dibuix: Will

##### Jan i Trencapins
- 14 La Horde du corbeau, Le Lombard, 1994, ISBN 2-8036-1056-6
- 15 Les Troubadours de Roc-à-Pic, Le Lombard, 1995 ISBN 2-8036-1162-7
- 16 La Nuit des sorciers, Le Lombard, 1998 ISBN 2-8036-1271-2

Guió: Yvan Delporte, Thierry Culliford - Dibuix: Alain Maury

##### Jean Valhardi (Les Aventures de)
- 15 Jean Valhardi et les Êtres de la forêt, Dupuis, 1987 ISBN 2-8001-1494-0

Guió: Yvan Delporte - Dibuix: Eddy Paape

##### Mulligan
- 1 New York 1933, Bédéscope, 1983
- 2 Mulligan et le fils de Schéhérazade, Brabant strip vzw, 2006

Guió: Yvan Delporte i Raymond Macherot - Dibuix: Berck

##### Ribambelle (La)
- 1 La Ribambelle gagne du terrain, Dupuis, 1965
- 2 La Ribambelle en Écosse, Dupuis, 1966

Guió: Jean Roba i Yvan Delporte - Dibuix: Jean Roba

##### Saki et Zunie
- 1 Saki cherche un ami, Chlorophylle, 1980
- 2 Saki et Zunie, Chlorophylle, 1980

Guió: Yvan Delporte - Dibuix: René Hausman

##### Sergi Grapes
- 0 Gaffes et gadgets, Dupuis, 1985 ISBN 2-8001-1248-4

Guió: Yvan Delporte i André Franquin - Dibuix: André Franquin i Jidéhem
- R4 En direct de la gaffe, Dupuis, 1974 ISBN 2-8001-0370-1

Guió: André Franquin i Yvan Delporte - Dibuix: André Franquin
- R5 Le Lourd passé de Lagaffe, Dupuis, 1986 ISBN 2-8001-1473-8

Guió: Yvan Delporte i André Franquin - Dibuix: André Franquin i Jidéhem

##### Starter
- La Révolte des autos, Yann Rudler, 1979
- Starter contre les casseurs, Bédéscope, 1983

Guió: Yvan Delporte - Dibuix: Jidéhem

##### Steve Severin (Les Aventures de)
- 1 Le Grand départ, Glénat, 1981 ISBN 2-7234-0204-5

Guió: Yvan Delporte - Dibuix: René Follet

##### Zingari (Les)
- 1 Les Zingari : Tome 1, Éditions Loup, Traits pour traits, 2004 ISBN 2-930283-70-X
- 2 Les Zingari : Tome 2, Éditions Loup, Traits pour traits, 2005 ISBN 2-87453-006-9
- 3 Les Zingari : Tome 3, Éditions Loup, Traits pour traits, 2008 ISBN 2-87453-021-2
- 4 Les Zingari : Tome 4, Éditions Loup, Traits pour traits, 2009 ISBN 2-87453-034-4

Guió: Yvan Delporte - Dibuix: René Follet

### Obres
- Hénoumont, René. Pourquoi Pas, 1975.
- Brun, Philippe. Histoire de Spirou et des publications Dupuis. Glénat, novembre 1981, p. 127. ISBN 2-7234-0212-6.
- Sadoul, Numa. Et Franquin créa la gaffe. Dargaud, febrer 1986, p. 208. ISBN 2-87178-000-5.
- «Le Marsupilami». Intégrale Franquin, 8, 1987.
- Mellot, Philippe. L'Univers de Morris. Dargaud, 1988.
- Delporte, Yvan. Jean Valhardi et les êtres de la forêt. Dupuis, 1987.
- Miel, Rudi. Will, collection privée. Concerto, 1995.
- Dayez, Hugues. Le Duel Tintin-Spirou. éd. Luc Pire, 1997, p. 419. ISBN 2-930088-49-4. Arxivat 2022-01-06 a Wayback Machine.
- Douvry, Jean-François. Macherot, une monographie. Mosquito, novembre 1998, p. 127. ISBN 2-908-551-16-0.
- Ratier, Gilles. Avant la case. PLG, 2002.
- Dayez, Hugues. Peyo l'enchanteur. Niffle, Octobre 2003, p. 189. ISBN 2-87393-046-2.
- Cauvin, Philippe. Roba. Toth, 2005. roba.
- Boquet, José-Louis; Verhoest, Eric. Franquin, chronologie d'une œuvre. Marsu Productions, novembre 2007, p. 192. ISBN 978-2-35426-010-1.
- Lehoux, Valérie. Barbara, portrait en clair-obscur. Fayard/Chorus, 2007.
- Bocquet, José-Louis. Goscinny et moi. Flammarion, 2007.
- Mouvet, Philippe. Spirou (1938-2008) : 70 ans de suppléments. éd. L'Âge d'or, 1er trimestre 2008, p. 192. ISBN 2-9600464-8-X.
- Pissavy-Yvernault, Christelle et Bertrand. Yvan Delporte, réacteur en chef. Dupuis, 2009, p. 334. ISBN 978-2-8001-4278-4.
- Franquin, André. Les Années Modeste et Pompon de Franquin. Magic Strip, 1989.

### De publicacions periòdiques
- Les Cahiers de la bande dessinée, 10, 1972.
- Baudrez Bizu, 7, 1978.
- Léturgie, Jean Les Cahiers de la bande dessinée, 45, 1980.
- Auracan, 3, gener/febrer 1994.
- Ratier, Gilles Hop!, 64, 1994.
- Gaston : le feuilleton supplément du journal Spirou, 3091, 1997.
- Collectif «Les 100 ans du journal de Spirou». Spirou, 3132, abril 1998, pàg. 100. ISSN: 0771-8071.
- Béra, Michel DBD, DBD, novembre 1998, pàg. 48.
- Vidal, Jean-Marc BoDoï, 25, 1999.
- Frédéric Potet «Gaston Lagaffe, icône antimilitariste, antiflics et écolo avant l'heure» (en francès). Le Monde, desembre 2016. ISSN: 1950-6244..